# Наханарвалы
Наханарвалы или наганарвалы (лат. Nahanarvali) - древнегерманское племя, упоминаемое Тацитом в своей работе Германия.
В рукописях засвидетельствована и другая форма этого названия, а именно Нахарвалы (Naharvali). Ф. А. Браун пишет, что все попытки выяснить значение этого имени ни к чему не привели.
Тацит упоминает Нахарвалов, как Хранителей святилища Лугии, рощи, посвященной богам-близнецам Альцисам: «у наганарвалов показывают рощу,  - пишет Тацит, - освящённую древним культом. Возглавляет его жрец в женском наряде, а о богах, которых в ней почитают, они говорят, что, если сопоставить их с римскими, то это — Кастор и Поллукс. Такова их сущность, а имя им — Алки. Здесь нет никаких изображений, никаких следов иноземного культа; однако им поклоняются как братьям, как юношам». 
Хотя, согласно словам Тацита, Наханарвалы были одним из пяти самых мощных племен Лугиев, жившим между Одрой и Вислой, считается всё же, что речь здесь идёт не о собственно племени, а об иератическом роде, в руках которого находилась священная роща. Культ этот имел, вероятно, общегерманское значение, так как Вильгельм Мюллер замечал, что основная часть позднейших германских мифов произошла от истории, которая связывала Наганарвальских братьев (Alcis) Тацита, и от них в немецкой героической саге произошёл Зигфрид (Сигурд). 
Наганарвалы жили на север от Карпат между Одером и Вислой, в их верхнем и среднем течении, т. е. в нынешней Силезии, что даёт некоторым учёным основание сблизить их или с силингами, или с асдингами. Как бы то ни было, лугии тожественны с вандалами. 